# Lễ hội Orange Warsaw
Lễ hội Orange Warsaw là một lễ hội âm nhạc thường niên của Ba Lan và được tổ chức lần đầu năm 2008.Các tiết mục đã được TVN phát sóng trên truyền hình từ 2010. Điểm tổ chức lễ hội được dời đến sân vận động quốc gia vào tháng 5 năm 2013. Năm 2014, lễ hội diễn ra từ ngày 13 đến ngày 15 tháng 6 tại Sân vận động Quốc gia với các nghệ sĩ Kings of Leon và Queens of the Stone Age (cả hai đều diễn vào Thứ sáu ngày 13), Florence và the Machine (cả hai đều diễn vào Thứ bảy ngày 14), và David Guetta và Kasabian (cả hai đều diễn vào Chủ nhật ngày 15). Kể từ năm 2015, lễ hội được tổ chức tại Służewiec Racing Track.

## Nghệ sĩ

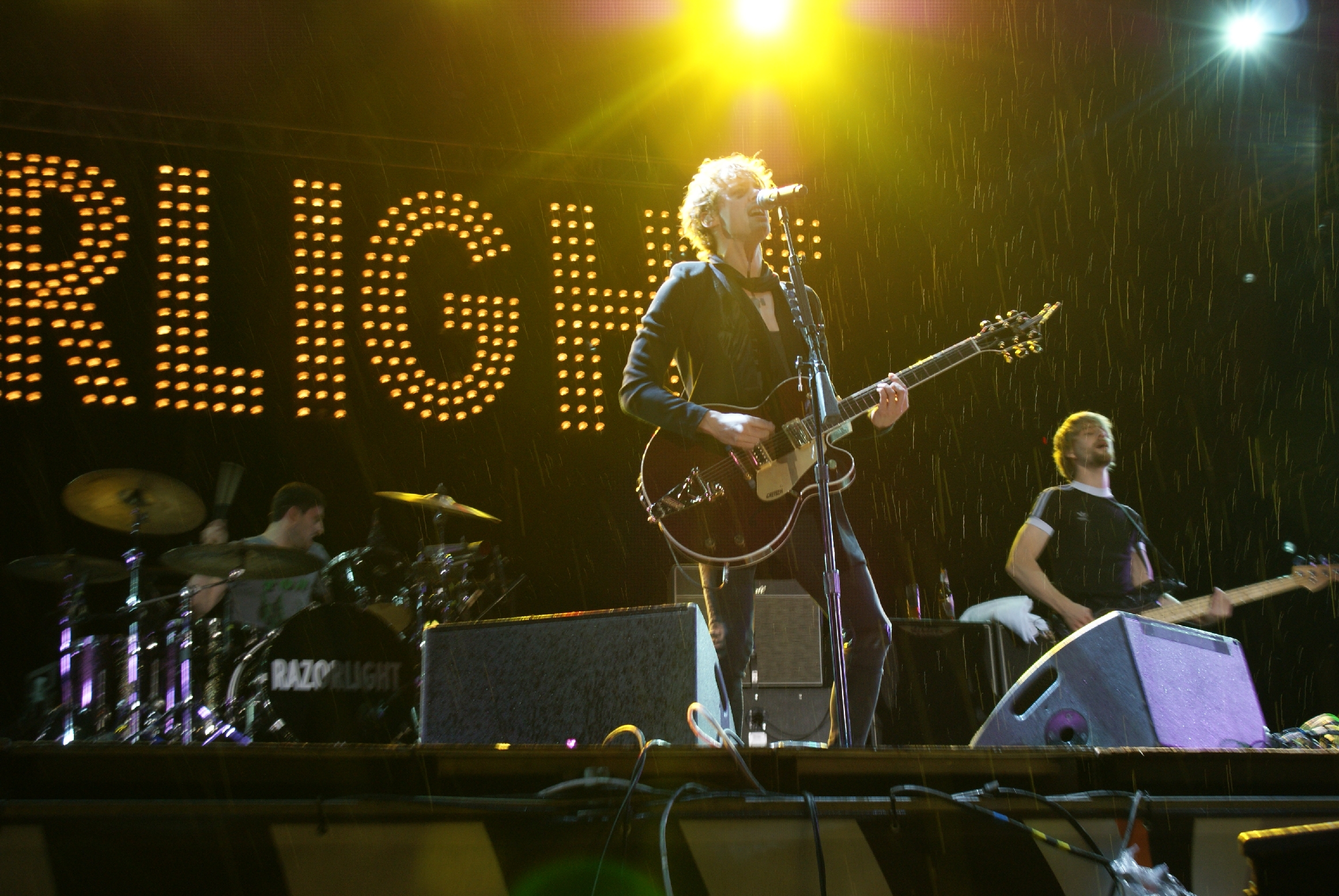
Razorlight tại lễ hội Orange Warsaw năm 2009

### 2021
Thứ sáu ngày 04 tháng 6: TBA
Thứ bảy ngày 5 tháng 6: Brockhampton

### 2020
Lễ hội đã bị hủy do đại dịch COVID-19. Các nghệ sĩ góp mặt và thời gian tổ chức tại thời điểm ban đầu:
Thứ sáu, ngày 5 tháng 6: Camila Cabello, 5 Seconds of Summer, Tyler, the Creator, Young Thug
Thứ bảy, ngày 06 tháng 6: Brockhampton

### 2019
Thứ sáu ngày 31 tháng 5: 
Nhóm Orange stage: Marshmello, Solange knowles, Rita Ora, Quebonafide
Nhóm Warsaw stage: Otsochodzi, Bitamina, SG Lewis, Łona i Webber + The Pimps
Thứ bảy ngày 01 tháng 6: 
Nhóm Orange stage: Miley Cyrus , Troye Sivan, The Raconteurs, Miles Kane
Nhóm Warsaw stage: Julia Pietrucha, Jan-rapowanie, Terrific Sunday, Lor, MIN t

### 2018
Thứ sáu, ngày 01 tháng 6: 
Nhóm Orange stage: Sam Smith, LCD, Dua Lipa, OSTR
Nhóm Warsaw stage: Rasmentalism, Ralph Kaminski, Nines, Sonar, Rebeka
Thứ bảy, ngày 02 tháng 6: 
Nhóm Orange stage: Florence + The Machine, Tyler the Creator, Axwell Ingrosso, Taco Hemingway
Nhóm Warsaw stage: Mela Koteluk, The Dumplings, Mery Spolsky, Marcelina, Baranovski

### 2017
Thứ sáu, ngày 02 tháng 6: 
Nhóm Orange stage: Kodaline, Years &amp; Years, Kings Of Leon, Martin Garrix
Nhóm Warsaw stage: Suumoo, Little Simz, Łona i Webber, Maria Peszek, Kamp!
Thứ bảy, ngày 03 tháng 6: 
Nhóm Orange stage: Daria Zawiałow, Two Door Cinema Club, Imagine Dragons, Justice
Nhóm Warsaw stage: Rosalie, Lor, Miuosh, You Me At Six, Natalia Nykiel

### 2016
Thứ sáu, ngày 03 tháng 6: 
Nhóm Orange stage: Marcelina, Skunk Anansie, Lana Del Rey, Die Antwoord
Nhóm Warsaw stage: Sorry Boys, Xxanaxx, Blossoms, Kaliber 44
Thứ bảy, ngày 04 tháng 6: 
Nhóm Orange stage: Tom Odell, MØ, Editors, Schoolboy Q, Skrillex
Nhóm Warsaw stage: Bovska, Julia Marcell, Ten typ Mes, Natalia Przybysz, Daughter

### 2015
Thứ sáu, ngày 12 tháng 6:
Nhóm Orange stage: Wolf Alice, Twin Atlantic, Crystal Fighters, Hey, Noel Gallagher's High Flying Birds, The Chemical Brothers
Nhóm Warsaw stage: Sheppard, Mela Koteluk, Afromental, Three Days Grace, Papa Roach
Khu vực lều Rochstar: Terrific Sunday, Agyness B Marry, We Draw A, Kari, Gooral
Thứ bảy, ngày 13 tháng 6:
Nhóm Orange stage: RusT, Palma Violets, Łąki Łan, Paloma Faith, Big Sean, Mark Ronson
Nhóm Warsaw stage: Bibobit, Kamp!, Organek, Nosowska, FKA Twigs
Khu vực lều Rochstar: Rusty Cage, Young Stadium Club (Mizumono feat. Funk Rockass), Coria, Carrion, Baasch, Molesta Ewenement
Chủ nhật, ngày 14 tháng 6:
Nhóm Orange stage: Birth of Joy, Benjamin Clementine, Metronomy, Bastille, Incubus, Muse
Nhóm Warsaw stage: Kadebostany, Bokka, Maria Peszek, Asking Alexandria, Parkway Drive
Khu vực lều Rochstar: Zagi, K Bleax (Mizumono feat. Funk Rockass), Lari Lu, Cosovel

### 2014
Thứ sáu, ngày 13 tháng 6:
Nhóm Orange stage: French Films, Pixies, Queens of the Stone Age, Kings of Leon
Nhóm Warsaw stage: The Pretty Reckless, Jamal, Ska-P, Lily Allen, Snoop Dogg, Martin Garrix
Khu vực lều Rochstar: Fair Weather Friends
Thứ bảy, ngày 14 tháng 6:
Nhóm Orange stage: Bombay Bicycle Club, The Wombats, The Kooks, Florence + The Machine
Nhóm Warsaw stage: Ella Eyre, Skubas, Rita Ora, Hurts, The Prodigy, Chase &amp; Status DJ Set
Khu vực lều Rochstar: Organek
Thứ bảy, ngày 15 tháng 6:
Nhóm Orange stage: Miles Kane, The 1975, Kasabian, Outkast, David Guetta
Nhóm Warsaw stage: Chemia, I Am Giant, Bring me the Horizon, Jurassic 5, Limp Bizkit
Khu vực lều Rochstar: Xxanaxx

### 2013
Thứ bảy, ngày 25 tháng 5: OCN, Tinie Tempah, Basement Jaxx, Beyoncé
Chủ nhật, ngày 26 tháng 5: Lipali, Cypress Hill, The Offspring, Fatboy Slim

### 2012
Thứ bảy, ngày 09 tháng 6: Fisz Emade Tworzywo, De La Soul, Garbage, Linkin Park
Chủ nhật, ngày 10 tháng 6: Clock Machine, Power of Trinity, Kamp!, Ms Lauryn Hill, The Progigy, DJ Groove Armada Set

### 2011
Thứ bảy, ngày 17 tháng 6: Piotr Lisiecki, FOX, Michał Szpak, My Chemical Romance, Skunk Anansie, Moby
Chủ nhật, 17 tháng 6: Sistars, Plan B, The Streets, Jamiroquai

### 2010
Thứ bảy, ngày 28 tháng 8: Kumka Olik, Kim Nowak, White Lies, Courtney Love & Hole, Edyta Bartosiewicz
Chủ nhật, ngày 29 tháng 8: Aura Dione, Lisa Hannigan, Monika Brodka, Mika, Agnieszka Chylińska, Nelly Furtado

### 2009
Thứ sáu, ngày 04 tháng 9 
Nhóm sân khấu chính: Maria Sadowska, Ja Confetti, Smolik Project Big Band, Razorlight
Thứ bảy, ngày 05 tháng 9
Nhóm sân khấu chính: Afromental, June, The Crystal Method, N.E.R.D., Groove Armada Live
Nhóm sân khấu trẻ: Orange Passion, Out of Tune, Skinny Patrini, Plastic, Calvin Harris, MGMT

### 2008
Thứ bảy, ngày 06 tháng 9: 
Nhóm sân khấu A: Apollo 440, Wyclf Jean, Kelly Rowland, một màn trình diễn tưởng niệm Tadeusz Nalepa (Jan Borysewicz, Maciej Silski, Piotr Nalepa, Piotr Cugowski)
Nhóm sân khấu B: Teddybears, Cafe Fogg, Rita